# Sommauthe
Sommauthe ist eine französische Gemeinde mit 131 Einwohnern (Stand 1. Januar 2022) im Département Ardennes in der Region Grand Est (vor 2016 Champagne-Ardenne). Sie gehört zum Arrondissement Vouziers, zum Kanton Vouziers und zum Gemeindeverband Argonne Ardennaise.

## Geografie
Die Gemeinde Sommauthe liegt 25 Kilometer nordöstlich von Vouziers in den südlichen Ausläufern der Ardennen. Umgeben wird Sommauthe von den Nachbargemeinden Beaumont-en-Argonne im Nordosten und Osten, Vaux-en-Dieulet im Südosten und Süden sowie Saint-Pierremont im Südwesten, Westen und Nordwesten.

## Geschichte
Während des Deutsch-Französischen Krieges nahmen König Wilhelm von Preußen und Bismarck 1870 Positionen auf den Höhen des Dorfes ein, um die französische Niederlage im Gefecht bei Beaumont zu beobachten.

## Bevölkerungsentwicklung
| Jahr                       | 1962 | 1968 | 1975 | 1982 | 1990 | 1999 | 2005 | 2010 | 2019 |
| Einwohner                  | 152  | 178  | 186  | 157  | 138  | 109  | 112  | 119  | 123  |
| Quellen: Cassini und INSEE |      |      |      |      |      |      |      |      |      |

## Sehenswürdigkeiten
- Kirche Saint-Jean, erbaut im 17. Jahrhundert
- Gedenktafel zu Ehren von Jean (1903 – 1944) und Mireille Delabruyère (1905 – 1973), Opfer des Nationalsozialismus

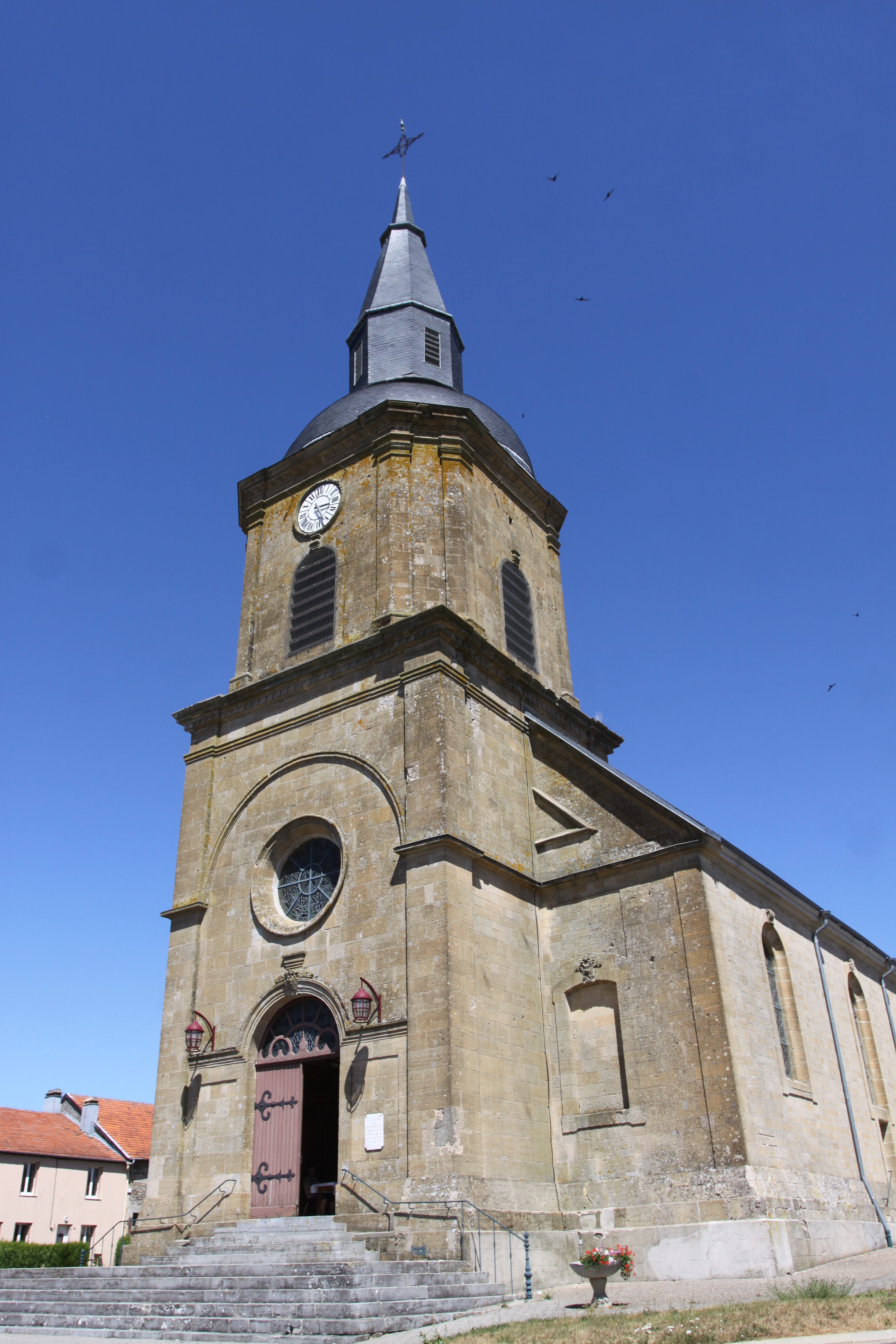
Kirche Saint-Jean
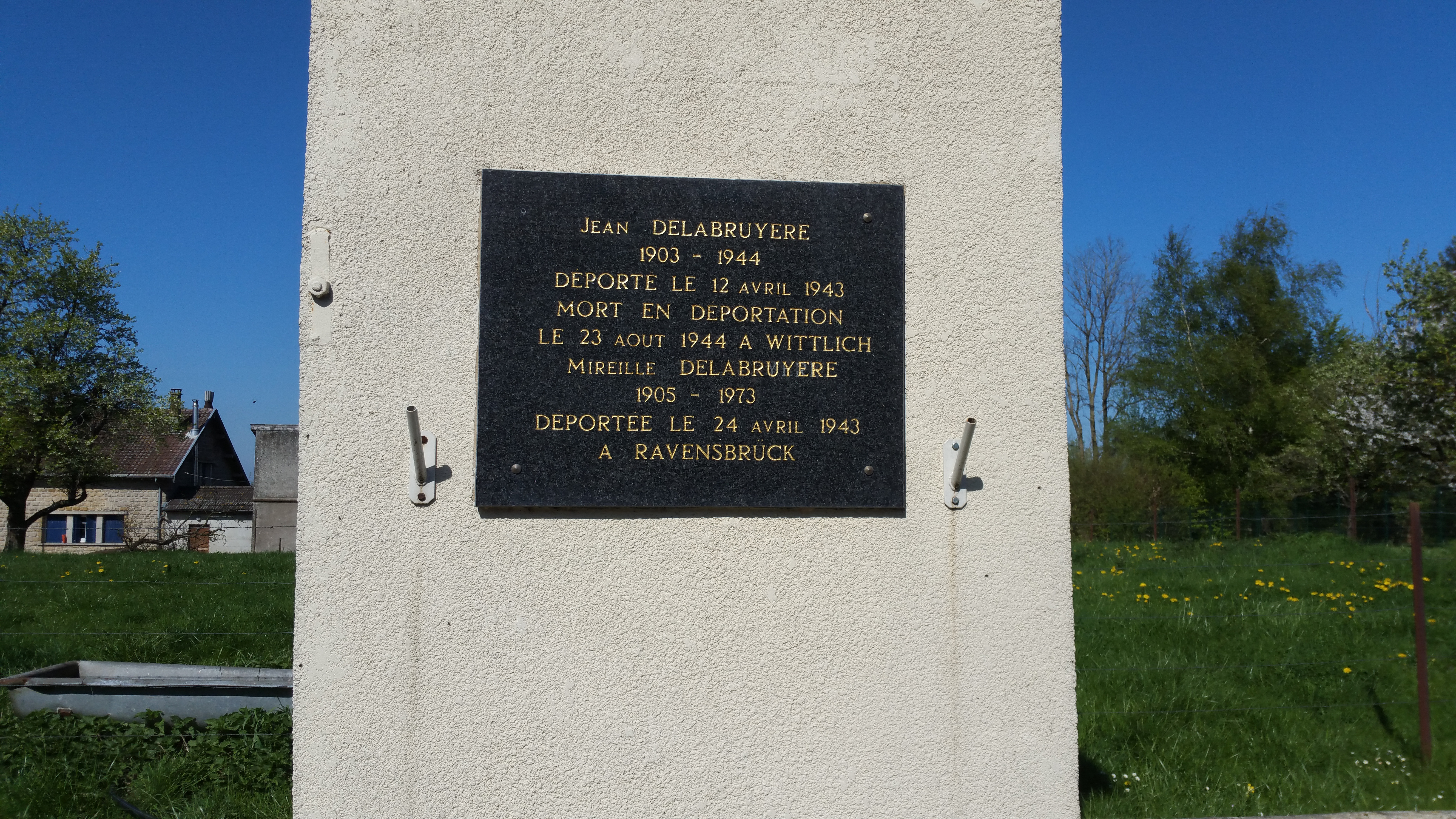
Gedenktafel für Jean und Mireille Delabruyère